# Paneurythmie
La paneurythmie (bulgare: Паневритмия) est un système d'exercices spécifiques avec accompagnement musical créé par Peter Deunov entre 1927 et 1944. C'est une pratique physique et mentale universelle, visant à la fois à améliorer et à maintenir la santé et à stimuler le développement spirituel et harmonieux de la personnalité, en atteignant l'harmonie avec la nature (l'univers),,.
La paneurythmie a une base philosophique profonde et combine la musique, le mouvement, la pensée et la parole dans un tout harmonieux,. Sous un autre aspect, elle est aussi « à la fois prière, méditation, contemplation et maîtrise ».

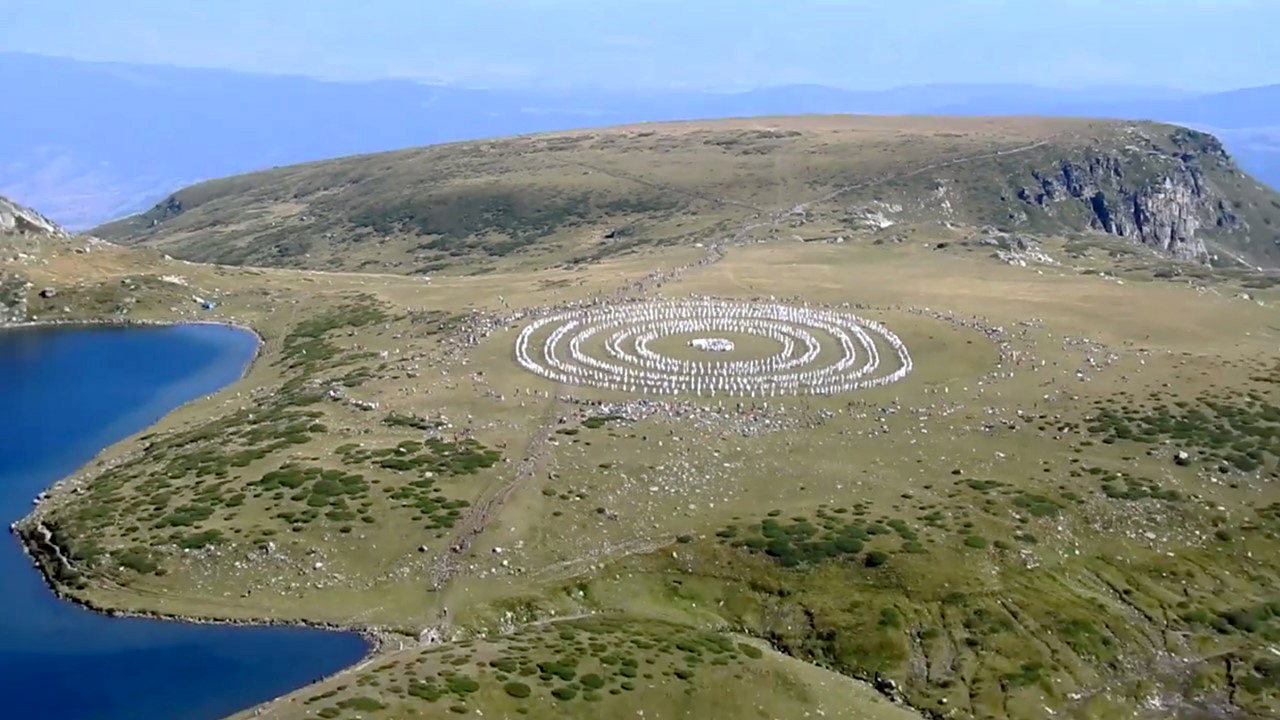
Paneurythmie dans les montagnes de Rila, Bulgarie

## Aperçu

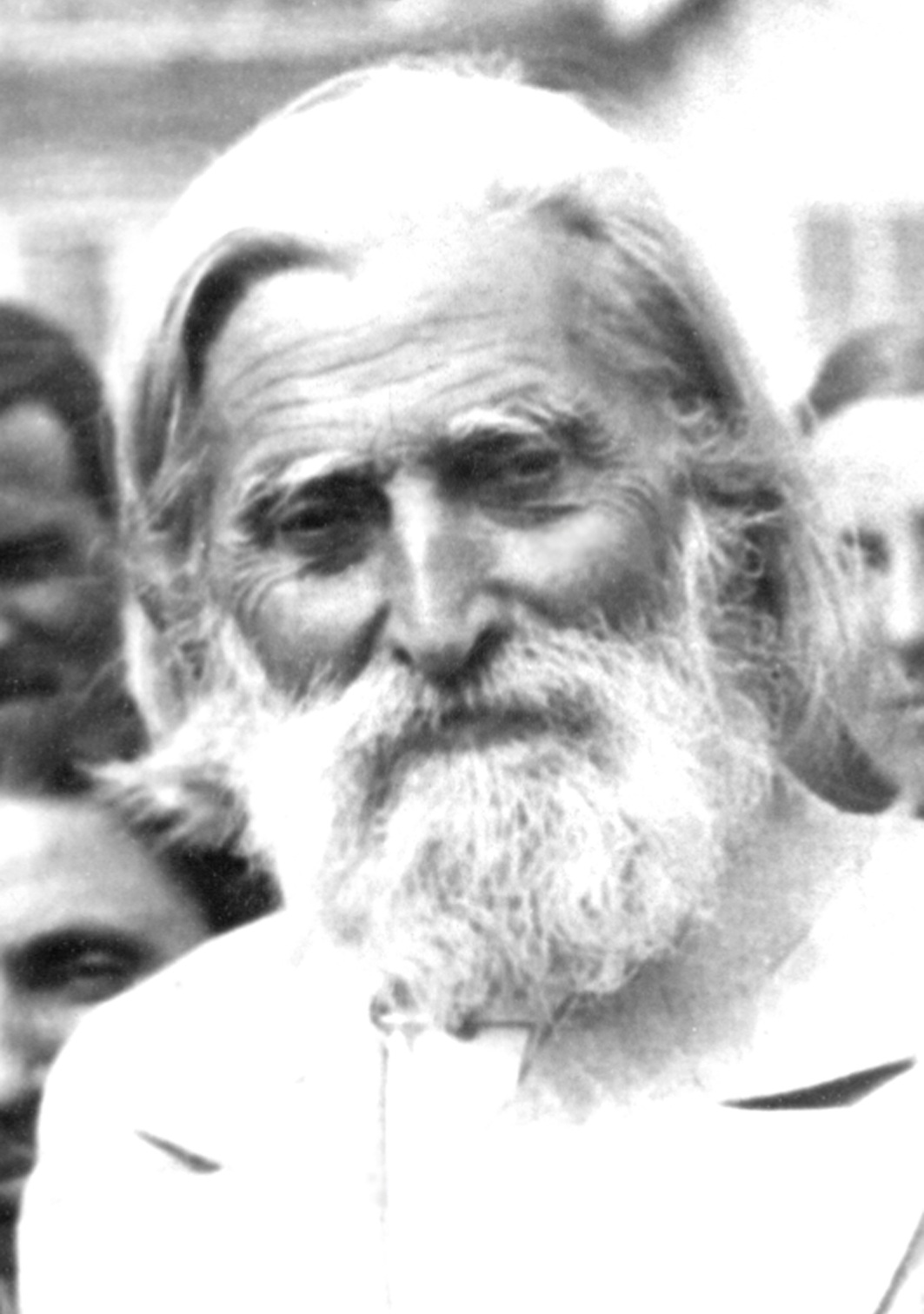
Peter Deunov, le fondateur de la paneurythmie

Étymologiquement, la paneurythmie est dérivée de trois racines :  
- Pan - signifiant le tout, tout, le cosmique ;
- Eu - signifiant « le vrai » ou « suprême », l'essentiel ;
- Rhythm - signifiant la périodicité et l'exactitude du mouvement[6],[7]. Le préfixe « pan » implique l'expression d'un rythme inhérent à la Nature entière et sous-jacent à la création entière[8].

Sur la base de ces racines étymologiques, la paneurythmie se traduit directement par un rythme sublime cosmique ou harmonie universelle du mouvement,.
Compositeur de la musique et des mouvements de paneurythmie, Peter Deunov (également connu comme le Maître ou le sous le nom de Beinsa Douno) a développé les exercices dans les années 1927-1944 en Bulgarie dans un processus adaptatif, en excluant certains et en adoptant d'autres afin de découvrir leur forme optimale.
L'idée de vivre en harmonie avec la nature et l'univers est prédominante dans la paneurythmie. Selon Deunov, les énergies « terrestres » et « solaires » (ou « célestes ») traversent le corps humain (selon les chercheurs, probablement similaires aux énergies « yin » et « yang » dans la philosophie orientale), qui doivent être équilibrées car elles déterminent la santé de l'homme, ses pensées et ses sentiments, et ceci est réalisé par des exercices paneurythmiques Sur la base des recommandations de Deunov, les exercices paneurythmiques devaient être effectués tôt le matin et à l'extérieur, de préférence dans un pré vert, et étaient plus efficaces au printemps, à partir du 22 mars. À son avis, c'était le moment où la nature était la plus réceptive et contenait le plus de prana, ou énergie vivante qui pouvait être absorbée par le corps humain. Les saisons les plus favorable pour jouer  la paneurythmie sont le printemps et est l'été, jusqu'au 22 septembre pour les gens de l'hémisphère nord; logiquement pour les gens de l'hémisphère sud du 22 septembre au 22 mars,.
La paneurythmie comporte plusieurs niveaux : niveau mental - expression d'idées, niveau d'action - lié au rythme et au mouvement, niveau musical - avec la tonalité, la musique, niveau verbal - avec les paroles. La paneurythmie met également l'accent sur la construction d'une nouvelle culture de l'amour, de la fraternité et de la liberté. Deunov croyait qu'il y avait un lien direct entre la pensée et le mouvement, que grâce à l'harmonie entre la musique, le mouvement et les idées, la paneurythmie était capable de promouvoir les forces créatives au sein de la société en général.
Au fil du temps, la paneurythmie a attiré l'attention de personnes de cultures et de nationalités différentes, malgré le régime communiste de 40 ans en Bulgarie qui interdit de telles pratiques.
La danse collective des Sept lacs de Rila dans les montagnes de Rila, qui a lieu du 19 au 21 août, peut être considérée comme le plus grand rassemblement de paneurythmie, avec plus de 2000 pratiquants venant chaque année de divers pays, dont la France, le Canada, l'Italie, l'Ukraine et la Russie,,.

## Structure
La paneurythmie est composée de trois parties : « 28 exercices», « Rayons du soleil » et « Pentagramme » , chaque partie et chaque exercice ayant une signification symbolique, exprimant une pensée, un sentiment ou une action particulière. La durée totale de la paneurythmie est d'environ 70 minutes ou plus, y compris les pauses entre les exercices; sans compter les pauses, cela prend environ 60 minutes. Les exercices sont aérobies. Les mouvements sont cycliques, rythmés, dans l'amplitude physiologique des mouvements. Certains exercices sont simples, tandis que d'autres sont plus complexes. Le principe de progressivité a été respecté. Il y a une alternance constante de moments de contraction rythmique et de relâchement des muscles et ainsi la charge est plus facile à supporter. Les exigences de coordination augmentent au milieu de la première partie et dans la seconde partie; les exigences d'équilibre augmentent aussi graduellement jusqu'à leur maximum dans la section médiane, et les exigences pour le psychisme augmentent graduellement vers la dernière section,.

### 28 exercices
La première partie, 28 Exercices, est un ensemble de 28 exercices effectués avec un partenaire en se déplaçant en cercle avec les musiciens et / ou chanteurs au centre du cercle. Chacun des exercices révèle une idée exprimée à travers le nom, les mouvements et la musique de l'exercice,. Les dix premiers exercices, également connus sous le nom du premier jour du printemps, sont exécutés séquentiellement sans pause. Ils représentent l'éveil symbolique de l'âme, comme la nature s'éveille au printemps. De l'avis de Deunov, la concentration sur le mouvement de chaque exercice et les idées associées à l'exercice étaient essentielles pour effectuer correctement les exercices. Sa conviction était que les exercices devaient être exécutés de manière réfléchie et avec amour, plutôt que mécaniquement.

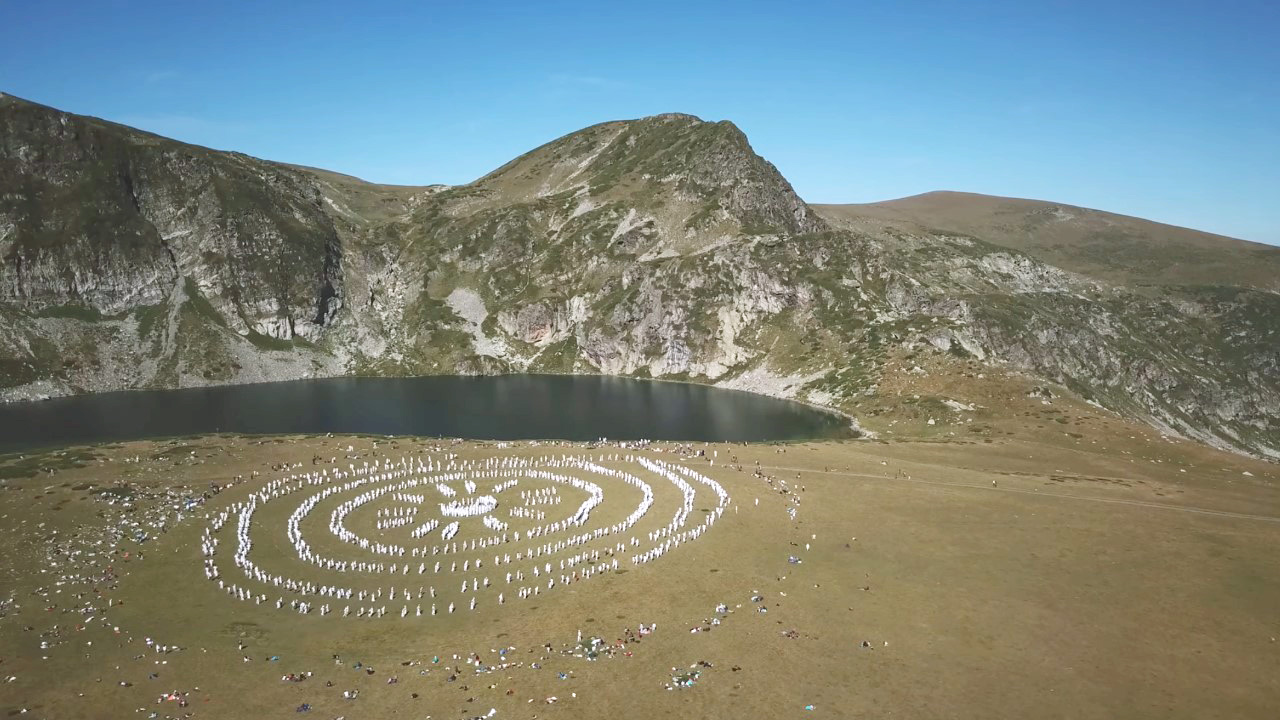
Paneurythmie dans les montagnes de Rila - Rayons du soleil

### Rayons du soleil
Rayons du soleil est une composition réalisée après les 28 exercices. Cette partie de la paneurythmie est plus complexe sur le plan chorégraphique. Sa musique dans son ensemble est créée dans la puslation inégale typique de la musique folklorique bulgare 7/16.
Les participants, disposés par paires, forment deux groupes : 12 rayons pour représenter symboliquement les douze portes par lesquelles la vie entre en nous (exprimée d'une autre façon à travers les 12 signes du zodiaque), et un cercle extérieur autour les rayons représentant la roue de la vie. Agissant comme des rayons, les 12 rayons s'approchent du centre symbolisant la réception des forces vitales, puis reculent pour infuser ces forces dans le cercle extérieur. Ensuite, chaque partenaire d'une paire effectue des cercles autour de l'autre. Ces mouvements représentent des stades de développement dans lesquels l'humanité est piégée dans un « cercle de conscience matérielle ». Les troisième et quatrième mouvements symbolisent la libération de ce cercle et la joie subséquente associée à une telle libération, exprimée par le chant et les applaudissements des participants,.

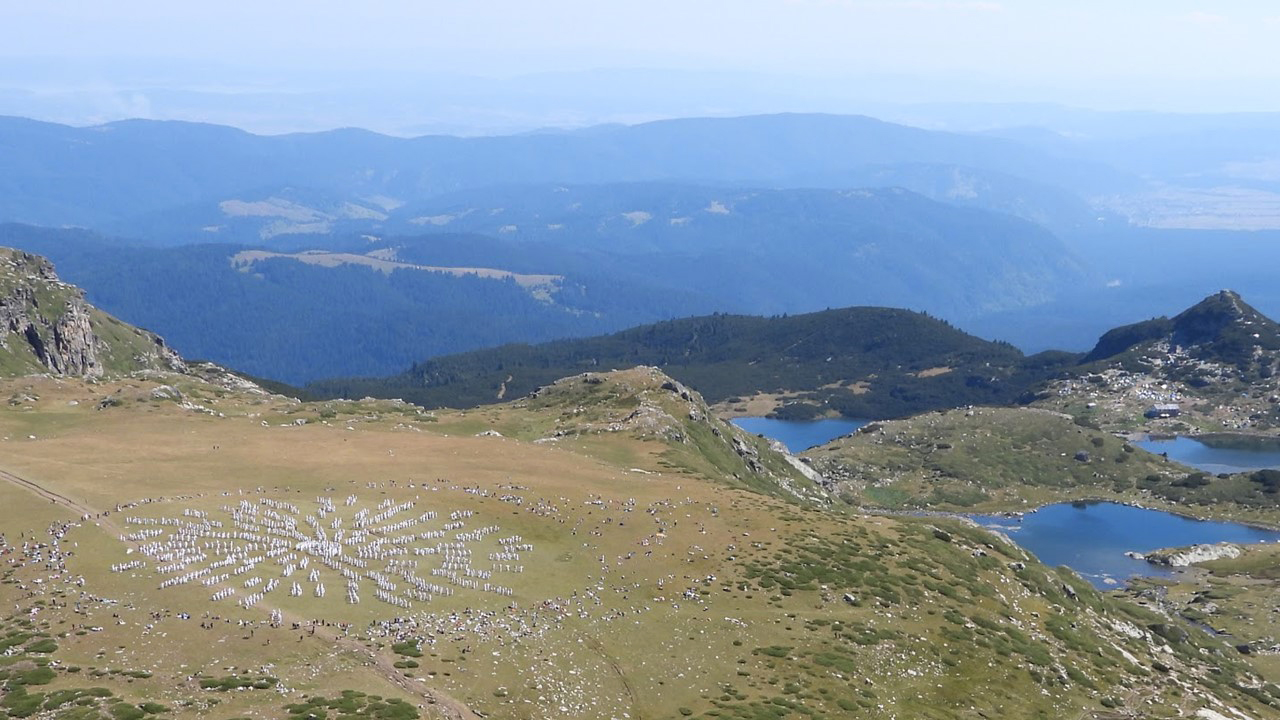
Paneurythmie aux sept lacs de Rila - Pentagram

### Pentacle
La troisième partie de la paneurythmie, le Pentagramme, est une représentation symbolique du chemin de l'âme humaine vers la perfection, chaque rayon du pentagramme représentant respectivement l'amour, la sagesse, la vérité, la justice et la vertu. Le pentagramme est également une métaphore d'un « homme cosmique » en mouvement, dont les apex sont la tête, les deux mains et les deux pieds,. L'exercice est effectué avec cinq paires de participants qui se déplacent et échangent des lieux, symbolisant que les vertus positives d'un individu doivent être en mouvement pour que les qualités aient un effet. Ensuite, les participants avancent, représentant que l'incarnation des vertus a été réalisée. Ces mouvements sont répétés cinq fois.

## Potentiel thérapeutique
Dans le premier livre publié sur la paneurythmie de 1938, les exercices ont été définis principalement comme une méthode pour maintenir une bonne santé. Ces exercices sont présentés comme un échange intelligent entre l'homme et la nature, dans le but de promouvoir la santé par des mouvements rythmiques et harmoniques. Ces mouvements sont combinés avec de la musique correspondante visant la concentration de la pensée et la respiration correcte. En raison de la diversité des exercices, il est théorisé qu'ils engagent les muscles et les articulations pour améliorer la locomotion et l'équilibre du corps humain. Un certain nombre d'études ont été réalisées pour indiquer les effets positifs potentiels de la pratique sur les participants. Une étude préliminaire en 2004 a indiqué que la majorité des participants ont indiqué une amélioration des aspects mentaux, physiques et sociaux de leur santé, suivie d'une étude contrôlée en 2007, qui a indiqué une amélioration significative de la qualité de vie en raison de l'amélioration de la santé après 6 mois de formation en paneurythmie. D'autres études suggèrent une diminution du stress perçu et de la résilience de l'ego.
La paneurythmie a également été étudiée en tant que méthode potentielle d'éducation physique, une étude suggérant des améliorations significatives de l'équilibre, de la vitesse et de l'agilité tandis qu'une autre fournit une analyse comparative de la paneurythmie et de l'eurythmie.

## Livres en français
- Mentzlova, La Paneurythmie. Le psychisme humain en Union avec l'Harmonie Universelle. Exercices d'initiation de Peter Deunov. Volume 1, Strasbourg, Édité par l'Association « Les amis de la Paneurytmie », Imprimerie Weibel, 1984, 151 p.
- Anna Bertoli, Paneurythmie, Éd. Le grain de Blé, 1967.